# Jan I Pogrobowiec
Jan I Pogrobowiec, fr. Jean I le Posthume (ur. 15 listopada 1316, zm. 20 listopada 1316) – król Francji i Nawarry przez kilka dni 1316 roku.
Syn króla Francji Ludwika X Kłótliwego i jego drugiej żony Klemencji Andegaweńskiej. Urodził się jako pogrobowiec, pięć miesięcy po śmierci swojego ojca. W czasie ciąży, do jego urodzenia, sądy wydawały wyroki w imieniu "króla bez imienia" (ktoś był królem — albo mający urodzić się pogrobowiec, a gdyby urodził się martwo bądź gdyby wdowa urodziła córkę, następcą tronu był brat zmarłego króla). Panował jako król Francji i Nawarry, regentem był jego stryj — Filip, który zresztą został później królem. Jan żył tylko pięć dni, istnieje teza, iż został otruty przez stryjnę, Mahaut d’Artois. Został pochowany obok ojca — Ludwika X w krypcie, w bazylice Saint-Denis.
Około roku 1350 w Prowansji pojawił się człowiek, który podawał się za Jana I Pogrobowca, szczęśliwie uratowanego przed śmiercią. Został on szybko aresztowany i osadzony w więzieniu, gdzie zmarł.
Hipotezę dotyczącą ocalenia Jana I opisał Maurice Druon, autor cyklu powieści Królowie przeklęci, opisującej dzieje Filipa IV Pięknego i jego następców z dynastii Kapetyngów i Walezjuszów.